# 동양 미술사

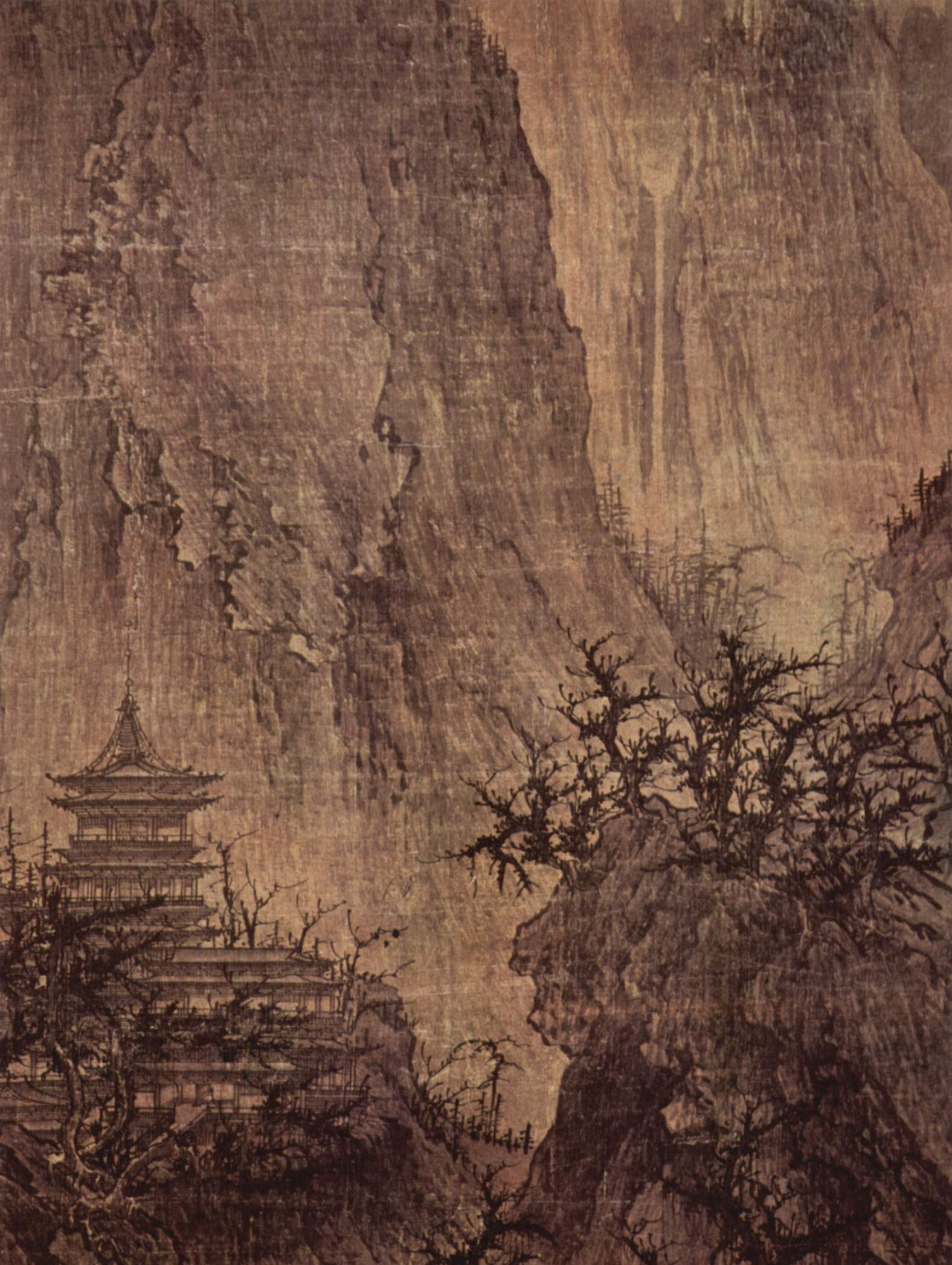
이성의 정만소사도

동양 미술사(東洋美術史)는 아시아(동양) 지역 미술의 역사이다. 동양 미술은 그림의 표현 양식, 특히 쓰이는 기본재료에 따라 크게 묵화와 채색화로 나뉜다. 채색화는 그림의 대상에 따라 아래과 같이 구분한다. 현대에 이르러 서양화의 회화방법과 사용되는 재료의 부분적인 수용을 통하여 동양화는 그 표현양식 및 기법에 적지 않은 변화를 가져왔다.

## 같이 보기
- 미술사 연표